# Gnetum urens
{{#ifeq:0|0|{{#if:|{{#if:Gnetumurens|[[]}}|}}}}
Gnetum urens — вид голонасінних рослин класу гнетоподібні.

## Опис
Струнка лоза; гілки гладкі, колір від світло-сірого до жовтувато-коричневого. Листки тонкі, еліптичні, розміром до 12×6 см, загострені на верхівці, нерівномірно тупі біля основи, жовто-зелені, верхня поверхня блискуча, нижня поверхня тьмяна. Зріле насіння жовте, різко загострене на верхівці, 35–40 мм завдовжки, 18–20 мм в діаметрі, зовнішній шар тонкий і волокнистий, внутрішній шар папероподібний.

## Поширення, екологія
Розповсюджений по всій тропічній частині Південної Америки: Французька Гвіана, Гаяна, Суринам, Венесуела, Перу і північна Бразилія. Ця струнка лоза знаходиться в річкових басейнах: затоплених лісах, чорноводих болотах.

## Загрози та охорона
Велика частина діапазону включає недоторканий вологий ліс і багато колекцій зібрали на охоронних територіях. Крім загальних загроз збезлісення, гірничодобувної промисловості й розширення міських територій, не існує ніяких серйозних загроз на сьогодні.